# Adalgis da Lombardia
Adalgis (? - 788) é um príncipe lombardo da Itália, filho do rei Desidério, mais conhecido sob o nome de " Didier ".

## Biografia
O seu pai foi eleito em 757, Adalgis é associado com o trono em 759. Ele se casou com uma irmã de carlos magno.
Após a rendição de seu pai, em Pavia cercado pelos Francos de carlos magno (março de 774), vendo o fim irremediável do reino lombardo, ele decide fugir e se refugia em Bizâncio (775), onde recebeu o título de patrice.
De Bizâncio, ele espera poder reconquistar o reino lombardo e toma o poder mas falha na sua tentativa de invasão pelo Sul da Itália, apoiado pela imperatriz Irene; ele é rechaçado em 787 por uma coligação composta pelo jovem príncipe lombardo Grimoaldo III de Benevento, um vassalo de carlos magno, e dos Francos. Ele morreu durante a expedição, ou pouco depois, em Bizâncio, em 788.
Ele inspirou o trabalho do escritor italiano Manzoni, "Adelchi" (nome italiano de Adalgis).